# Operación Ancón
La Operación Ancón fue una operación realizada por el Grupo Especial de Inteligencia del Perú (GEIN) contra la organización terrorista Partido Comunista del Perú-Sendero Luminoso donde se desarticuló a Socorro Popular (SOPO).

## Preliminares
Socorro Popular (SOPO) era un "organismo generado" de Sendero Luminoso creado inicialmente para brindar defensa legal y cobertura en salud a los terroristas. En 1985, tras un acuerdo donde los "organismos generados" debían trabajar para la "guerra popular prolongada", los miembros del SOPO se dividieron en dos bandos: los que se oponían a la militarización del SOPO y los que estaban a favor. Entre los que estaban a favor se encontraba Yovanka Pardavé Trujillo, alias "Camarada Sara". La opción de militarizar definitivamente el SOPO se impuso y, a finales de 1986, empezó a crear sus destacamentos armados sin dejar de lado su papel en la defensa legal de los terroristas. El SOPO empezó a realizar acciones terroristas entre las que se encontraba el asesinato de objetivos. El SOPO se organizaba a través del "centralismo democrático" de Lenin.

## Desarrollo de la operación

### Primeras acciones
Para enero de 1991, el GEIN había llevado a cabo las operaciones ISA, Monterrico-90 y Caballero. Luego de la Operación Caballero, se dispuso el desarrollo, casi en paralelo, de las operaciones Seso, Fortuna y Ancón. La Operación Ancón inició el 10 de mayo de 1991 en base a la libreta de datos encontrada en la casa de Monterrico durante la Operación ISA. Con la información de la libreta de datos, conocido por los agentes del GEIN como el "Directorio de cabecillas", se logró ubicar una casa en Chosica. Tras un periodo de vigilancia, se logró detectar a un sujeto identificado como Tito Valle Travesaño, alias "Camarada Eustaquio", pareja de "Camarada Sara". Luego, se logró divisar a una mujer, Darnilda Pardavé Trujillo, hermana de "Camarada Sara", a quien siguieron hasta Breña, donde vivía. Una noche, siguieron a Darnilda Pardavé a un edificio en San Martín de Porres. En ese edificio vivía la "Camarada Sara" (conocida por los agentes del GEIN como "La Panzona"). En las labores de seguimiento se logró ubicar en Comas a Víctor Zavala Castaño, alias "Camarada Rolando", mando militar y el "número dos" del SOPO.

### La tormenta
El 22 de junio de 1991 se dio la orden de "Que se desate la tormenta". El "Camarada Eustaquio" y la "Camarada Sara" fueron detenidos en un chifa, antes de pagar la cuenta. Cuando uno de los agentes del GEIN quiso arrestar al "Camarada Eustaquio" este empezó a gritar de que lo estaban secuestrando mientras que la "Camarada Sara" rompió una botella para poder atacar a los agentes. A pesar de eso, ambos fueron detenidos en medio de un apagón producto de un atentado de Sendero Luminoso. Mientras llegada a la casa de la "Camarada Sara" fue detenido el "Camarada Rolando" (conocido por los agentes del GEIN como "Mosca").
De forma paralela, la casa de Comas fue intervenida. Fueron encontrados cajas de cartón con información de seguimiento de objetivos a liquidar. También se encontró a una mujer con un bebé. El bebé era el hijo del "Camarada Rolando" y la mujer era la encargada de cuidarlo.

## Resultado
Se logró la desarticulación de Socorro Popular (SOPO) con la captura de sus cabecillas. Además se comprobó que el SOPO estaba a cargo de El Diario, el periódico de Sendero Luminoso. En las pertenencias de la "Camarada Sara" se encontró varios documentos de identidad, además de comprobarse que había salido del país con destino a Canadá y Francia. Una vez logrado el objetivo, se procedió a una nueva operación que llevó por nombre "Operación Palacio".
Por otro lado, debido a los intentos de infiltración por parte del equipo de analistas (en donde se encontraba el mayor Santiago Martín Rivas) al GEIN, se produjo la ruptura entre el GEIN y el referido equipo llegado tras la Operación Caballero, lo que devino en el cese del pago del Servicio de Inteligencia Nacional (SIN) al GEIN por concepto de gastos operativos.